# Marsal (Mosela)
Marsal é uma comuna francesa na região administrativa de Grande Leste, no departamento de Mosela. Estende-se por uma área de 11,11 km², com 289 habitantes, segundo os censos de 1999, com uma densidade de 26 hab/km².

## Demografia
|}